# بیضا آریجی
بیضا زنبوردار (زاده ۲۷ ژوئیه ۱۹۹۵) یک بازیکن والیبال اهل ترکیه می باشدکه به نام بازیکن میانی برای اجزاجی باشی و تیم ملی ترکیه بازی می کند.

## حرفه باشگاهی
آریجی بازی والیبال را در ازمیر ایشیکنت آغاز نمود، بعدهادر سال ۲۰۰۸ به وکیف بانک مهاجرت نمود و تا سال ۲۰۱۳ در تیم های جوانان وکیف بانک بازی کرد. به نام یک جوان، او برای ورود به تیم بزرگسالان در باشگاه خود تلاش کرد و به تیم دسته دوم سرامیکسان برای فصل۱۴-۲۰۱۳ ،  و تیم دسته اول شهرداری سریر برای فصل ۲۰۱۴-۲۰۱۵ قرض داد. 
بعد از دو فصل حضور قرضی، آریجی در جولای ۲۰۱۵ با ترابزون ایدمانوکاگی قرارداد امضا نمود.  آریجی با باشگاه نوینش به فینال جام چالش سی ای وی رسید ، مکانی که ورزشگاه بعد از باخت هر دو بازی فینال توسط سی اس ام بخارست مغلوب شد.  باآنکه عملکرد مطلوبی در چلنج کاپ، آیدمانوجاگی در رقابت های داخلی عملکرد ضعیفی داشت و تنها با قرار گرفتن در رده دهم لیگ ترکیه از سقوط اجتناب نمود.
در تاریخ می ۲۰۱۶، آریجی با چاناک کاله بلدیه اسپور قراردادی یک ساله به توافق رساند.  وی فصل بسیار موفقی را با تیمش هم از نظر عملکرد انفرادی و هم از دیدگاه عملکرد تیمی پشت سر گذاشت. چاناک کاله بلدیه اسپور فصل معمولی را در بالاترین رده ششم باشگاه به پایان رساند در حالی که آریجی بعد از ادا اردم دوندار و میلنا راشیچ به نام سومین مهارکننده برتر میانی فصل منصوب شد.  در مرحله پلی آف، چاناکاله بلدیسی در مرحله یک چهارم نهایی مغلوب اجزاجی باشی شد.  در انتهای فصل، آریجی به اجزاجی باشی اضافه شد. 
در نخستین فصل حضورش با اگزاچی باشی، آریجی به تیم خود کمک کرد تا جام سی ای وی را برنده شود،  و به فینال جام حذفی ترکیه برسد، مکانی که اگزاچی باشی به وکیف بانک شکست خورد.  در لیگ ترکیه ، اگزاچی باشی در فصل عادی لیگ برتر شد  و نیلوفر بلدیسی و فنرباغچه را در راه رسیدن به فینال در پلی آف حذف کرد.   در سری نهایی مقابل وکیف بانک ، اگزاچی باشی در این سری ۲-۱ برتری داشت، اما با وجود اینکه در هر دو بازی برتری دادگاه خانگی داشت، دو باخت متوالی را متحمل شد و سری را ۳-۲ واگذار نمود.   آریجی به نام "بهترین مسدود کننده" سریال انتخاب شد و او تنها بازیکن اگزاچی باشی بود که جایزه دریافت کرد. 

## حرفه بین المللی
آریجی نخستین بازی بین المللی خود را با تیم ملی والیبال ترکیه در مسابقه جایزه بزرگ جهانی مقابل برزیل در ۹ جولای ۲۰۱۷ انجام داد. آریجی عضو تیم زیر ۲۳ سال ترکیه بود که در مسابقات قهرمانی جهانی زیر ۲۳ سال اف ای وی بی ۲۰۱۷ در اسلوونی مدال طلا را کسب کرد،  و برای تیم رویایی قهرمانی به نام"بهترین مسدود کننده میانی" انتخاب شد. 

### تیم ملی
- مسابقات جهانی زیر ۲۳ سال اف ای وی بی ۲۰۱۷  مدال طلا
- لیگ ملت‌های اف ای وی بی ۲۰۱۸  مدال نقره
- ۲۰۱۸مونترو والی مسترز  مدال برنز